# كيفن جيفري
كيفن جيفري (بالإنجليزية: Kevin Jeffrey)‏ (4 أكتوبر 1974 في ترينيداد وتوباغو - ) هو لاعب كرة قدم ترينيداد وتوباغو في مركز الهجوم. شارك مع منتخب ترينيداد وتوباغو لكرة القدم. أما مع النوادي، فقد لعب مع نادي شمال كارولاينا وToronto Lynx ‏ وريتشموند كيكرز وSan Francisco Seals (soccer) ‏.

## وصلات خارجية
- كيفن جيفري على موقع قاعدة بيانات كرة القدم.إي يو (الإنجليزية)